# Câblo-opérateur
Un câblo-opérateur ou câblodistributeur est un organisme chargé de gérer un réseau de télévision par câble, il propose aussi en général un accès à Internet via son réseau.

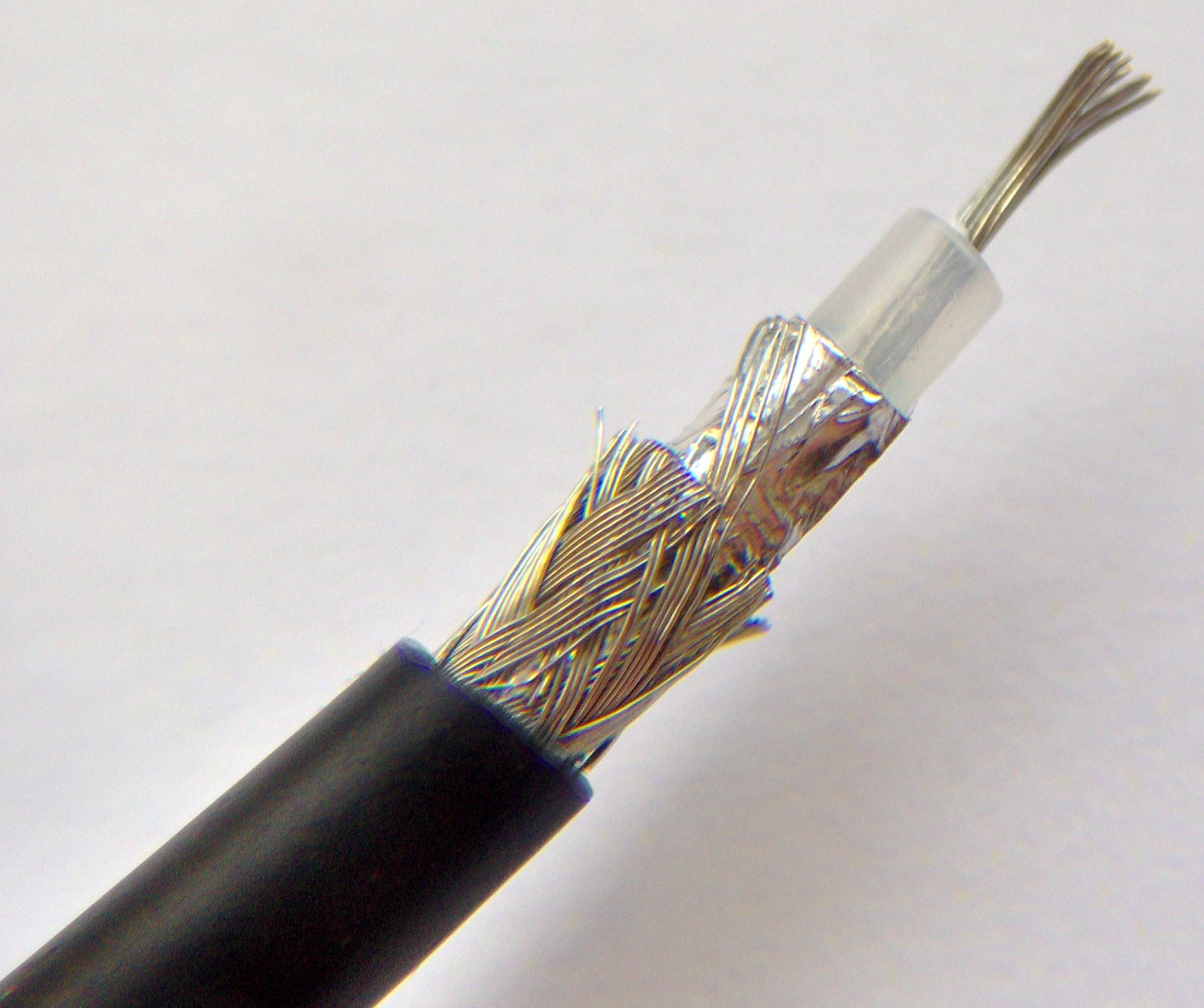
Un câble coaxial dénudé, utilisé par les câblo-opérateurs.

## Câblo-opérateurs notables

### Belgique
- SFR (Altice Europe)
- Telenet (Liberty Global)
- VOO

### Canada
- Rogers Cable
- Vidéotron
- Cogeco Câble

### États-Unis
- Comcast (Xfinity)
- Time Warner Cable (Spectrum)
- Charter Communications (Spectrum)
- Altice USA
- RCN Corporation

### France
- SFR (Altice France, anciennement Numericable)

### Israël
- Hot (Altice Europe)

### Royaume-Uni
- Virgin Media (Liberty Global)

### Suisse
- UPC Suisse (Liberty Global)
- Net+

Il existe divers câblo-opérateurs locaux tels que Naxoo dans le canton de Genève utilisant les services de UPC, et Citycable autour de Lausanne utilisant les services de Netplus.

## Petit métier
Au Sénégal le terme « câblodistributeur » s'applique à des personnes qui gèrent contre rétribution la retransmission de plusieurs chaines comme canal horizon, Al-Jezira, bwin, rts, rdv. Cette activité est perçu comme illégale par ces chaines de télévision.